# Symplocos borneensis
Symplocos borneensis är en tvåhjärtbladig växtart som beskrevs av August Brand. Symplocos borneensis ingår i släktet Symplocos och familjen Symplocaceae. Inga underarter finns listade i Catalogue of Life.